# Traité sur la frontière germano-polonaise
 (avril 2025).

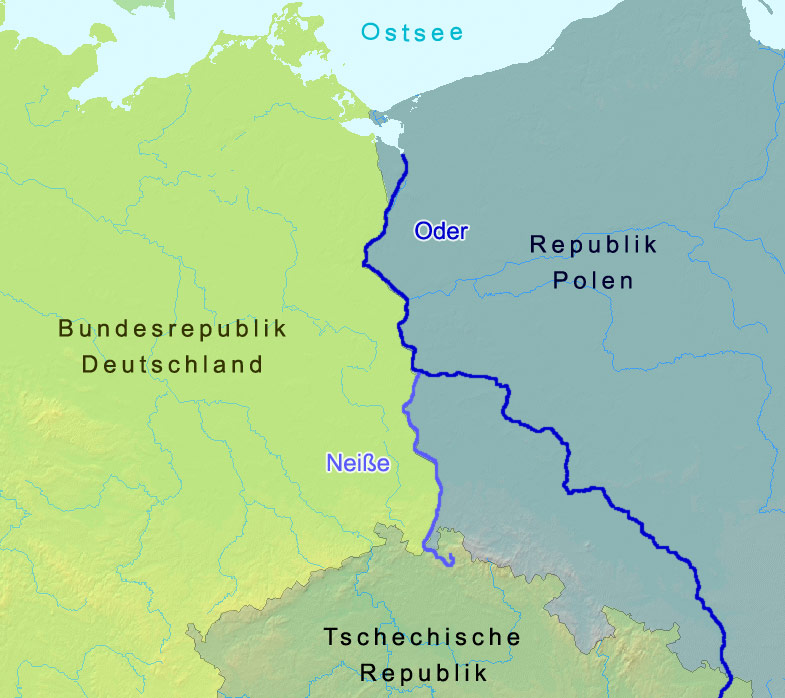
Ligne Oder-Neisse entre l'Allemagne et la Pologne.

Le traité sur la frontière germano-polonaise a réglé la question de la frontière entre l'Allemagne et la Pologne, qui, en termes de droit international était en suspens depuis 1945.
Il a été signé le 14 novembre 1990 à Varsovie par les ministres polonais et allemand des Affaires étrangères, Krzysztof Skubiszewski et Hans-Dietrich Genscher. Sa ratification par la Diète polonaise est intervenue le 26 novembre 1991 et par le Bundestag allemand le 16 décembre 1991. Il est entré en vigueur avec l'échange des instruments de ratification le 16 janvier 1992.
Le titre complet du traité est « Traité entre la République fédérale d'Allemagne et la République de Pologne sur la confirmation de leur frontière commune » (en allemand Vertrag zwischen der Bundesrepublik Deutschland und der Republik Polen über die der Bestätigung zwischen ihnen bestehenden Grenze, en polonais Traktat między Rzecząpospolitą Polską a Republiką Federalną Niemiec o potwierdzeniu istniejącej między nimi granicy, l'ordre des pays étant inversé dans chaque langue.
Aux termes du traité, les parties contractantes :
- réaffirment la frontière fixée par le Traité de Zgorzelec en 1950 et le Traité de Varsovie en 1970 ;
- déclarent l'inviolabilité de la frontière et l'engagement mutuel des parties de respecter leur souveraineté et leur intégrité territoriale ;
- déclarent qu'elles n'ont pas de revendications territoriales à l'égard de l'autre partie et s'engagent à ne pas soulever de telles revendications à l'avenir[3].

L'accord a été complété par un Traité de bon voisinage et de coopération amicale, signé entre la Pologne et l'Allemagne le 17 juin 1991.
Dans le processus de ratification au Bundestag, 13 députés du Groupe CDU/CSU au Bundestag ont voté contre celle-ci, dont Erika Steinbach et Peter Ramsauer.